# 巴特利 (內布拉斯加州)
巴特利（英語：Bartley）是位於美國內布拉斯加州雷德威洛縣的村。

## 人口
根據2020年美國人口普查的數據，巴特利的面積為2.43平方千米，皆為陸地。當地共有人口270人，而人口密度為每平方千米111人。